# Rémi Bonnet
Pour les articles homonymes, voir Bonnet.
Rémi Bonnet, né le 3 mars 1995, est un athlète suisse, spécialiste de ski-alpinisme et de skyrunning. 

## Biographie
Rémi Bonnet vit à Charmey.

## Palmarès

### 2014
Durant la saison 2014 il termine 3e junior de la coupe du monde de ski-alpinisme.
- 3e junior de la Vertical de Verbier (Coupe du Monde)[3]
- 6e junior de l'Individuel de Verbier (Coupe du Monde)[4]
- 2e junior de la Vertical de Courchevel (Coupe du Monde)[5]
- 1er junior de l'Individuel de Courchevel (Coupe du Monde)[6]
- 3e junior de l'Individuel de La Pitturina (Coupe du Monde)[7]
- 3e junior de la Vertical des Diablerets (Coupe du Monde)[8]
- 3e junior de l'Individuel des Diablerets (Coupe du Monde)[9]

| no  | masculin          | Course                 | Longueur | Départ       | Temps           |
| --- | ----------------- | ---------------------- | -------- | ------------ | --------------- |
| 2e  | Médaille d'argent | Neirivue-Moléson       | 10,6 km  | 15 juin 2014 | 1 h 02 min 29 s |
| 1re | Médaille d'or     | Matterhorn Ultraks 16K | 16 km    | 23 août 2014 | 1 h 25 min 22 s |

### 2015
- 1er junior de la Vertical de Font Blanca (Coupe du Monde)[10]
- 1er junior de l'Individuel de Font Blanca (Coupe du Monde)[11]
- Championnats du monde junior 2015 :
  -  Médaille d'or en Vertical [12]
  - 8e du Sprint[12]
  -  Médaille d'or en Individuel [12]
- 8e junior du Sprint de Val Martello (Coupe du Monde)[13]
- 3e junior de l'Individuel de Val Martello (Coupe du Monde)[14]
- 1er junior de la Vertical de Prato Nevoso (Coupe du Monde)[15]
- 5e junior du Sprint de Prato Nevoso (Coupe du Monde)[16]
- 1er junior de l'Individuel de Prato Nevoso (Coupe du Monde)[17]

| no  | masculin          | Course                            | Longueur | Départ           | Temps           |
| --- | ----------------- | --------------------------------- | -------- | ---------------- | --------------- |
| 2e  | Médaille d'argent | Neirivue-Moléson                  | 10,6 km  | 21 juin 2015     | 1 h 01 min 02 s |
| 2e  | Médaille d'argent | Blåmann Vertical                  | 2,7 km   | 1er août 2015    | 35 min 42 s     |
| 1er | Médaille d'or     | Red Bull K3                       | 9,7 km   | 8 août 2015      | 2 h 01 min 57 s |
| 1er | Médaille d'or     | Lone Peak Vertical Kilometer      | 4 km     | 4 septembre 2015 | 45 min 58 s     |
| 1er | Médaille d'or     | The Rut 25K                       | 25 km    | 5 septembre 2015 | 2 h 58 min 55 s |
| 1er | Médaille d'or     | Lantau 2 Peaks                    | 23 km    | 4 octobre 2015   | 2 h 14 min 07 s |
| 1er | Médaille d'or     | Limone Extreme Vertical Kilometer | 3,1 km   | 16 octobre 2015  | 43 min 51 s     |
| 1er | Médaille d'or     | Limone Extreme                    | 23 km    | 18 octobre 2015  | 2 h 45 min 25 s |

### 2016
Lors de la saison 2016 de ski-alpinisme il fait partie des deux meilleurs espoirs avec Anton Palzer et termine sur le podium des trois épreuves de Vertical Race. Il se classe second et meilleur espoir du classement Vertical, au classement général il se positionne 9e et 2e espoir.
- 2e de la Vertical de Font Blanca, 1er espoir (Coupe du Monde)[20]
- 8e de l'Individuel de Font Blanca, 2e espoir (Coupe du Monde)[21]
- 31e de la Sprint de Valtellina Orobie, 10e espoir (Coupe du Monde)[22]
- 15e junior de l'Individuel de Valtellina Orobie, 3e espoir (Coupe du Monde)[23]
- 2e de la Vertical de Salvan, 1er espoir (Coupe du Monde)[24]
- 31e de la Sprint de Salvan, 9e espoir (Coupe du Monde)[25]
- 5e de l'Individuel de Salvan, 2eespoir (Coupe du Monde)[26]
- Championnats d'Europe espoir 2016 :
  -  Médaille d'argent en Individuel [27]
- 3e de la Vertical de Prato Nevoso, 2e espoir (Coupe du Monde)[28]

| no  | masculin      | Course                   | Longueur | Départ         | Temps       |
| --- | ------------- | ------------------------ | -------- | -------------- | ----------- |
| 1re | Médaille d'or | Verticale du Grand Serre | 1,8 km   | 2 octobre 2016 | 31 min 21 s |

### 2017
- 3e de la Vertical de Font Blanca, 1er espoir (Coupe du Monde)[29]
- 14e de l'Individuel de Font Blanca, 2e espoir (Coupe du Monde)[30]
- 10e de l'Individuel de Cambre d'Aze, 2e espoir (Coupe du Monde)[31]
- Championnats du monde espoir 2017 :
  -  Médaille d'or en Vertical [32]
  -  Médaille de bronze en Individuel [32]
- 6e de la Vertical de Piancavallo, 1er espoir (Coupe du Monde)[33]

| no  | masculin          | Course                       | Longueur | Départ          | Temps           |
| --- | ----------------- | ---------------------------- | -------- | --------------- | --------------- |
| 2e  | Médaille d'argent | Dolomites Vertical Kilometer | 2,4 km   | 21 juillet 2017 | 33 min 17 s     |
| 2e  | Médaille d'argent | Red Bull K3                  | 9,2 km   | 29 juillet 2017 | 2 h 00 min 30 s |
| 1re | Médaille d'or     | Marathon de Pikes Peak       | 42,2 km  | 20 août 2017    | 3 h 37 min 09 s |

### 2018
Durant la saison 2018 de ski-alpinisme il participe à 5 courses de coupe du monde sur lesquelles il termine toujours sur le podium espoir, il est cependant régulièrement devancé par Davide Magnini. Il se classe 16e et 3e espoir du classement général et 7e (2e espoir) du classement Vertical. Pour la saison de skyrunning, Rémi se fixe comme objectif principal les courses des Golden Trail Series, un circuit mis en place par son partenaire Salomon. Il remporte Zegama-Aizkorri devant Stian Angermund et ne prend pas le départ du Marathon du Mont-Blanc en raison d'une chute survenue à l’entraînement. Il reprend la compétition à l'occasion des championnats du monde de skyrunning à Kinlochleven sur les courses du Skyline Scotland. Parti favori, il remporte la médaille d'or sur la course verticale. Sur la course Sky il termine 7e après avoir fait partie du groupe de tête avec Kilian Jornet (futur vainqueur) et Nadir Maguet. Il remporte ensuite trois étapes successives du Vertical Kilometer World Circuit s'imposant largement et établissant à chaque fois un nouveau record de course,,. Il prend part à la course Claro-Pizzo, verticale de 2 500 m, en Suisse et bat le record du parcours en 1 h 35 min 34 s. Pour sa dernière course de la saison, Rémi prend la 2e place de la Limone Extreme SkyRace derrière Davide Magnini. La saison 2018 le voit remporter le classement final du Vertical Kilometer World Circuit, vainqueur de toutes les étapes auxquelles il participe et s'imposant ainsi comme le meilleur spécialiste des courses verticales. Il se classe également 9e du classement Sky Classic du circuit Skyrunner World Series en ayant participé à deux courses.
- 5e de la Vertical de Wanglong, 1er espoir (Coupe du Monde)[44]
- 14e de l'Individuel de Villars-sur-Ollon, 3e espoir (Coupe du Monde)[45]
- 10e de la Vertical de Font Blanca, 2e espoir (Coupe du Monde)[46]
- 6e de la Vertical de Puy-Saint-Vincent, 2e espoir (Coupe du Monde)[47]
- 24e de l'Individuel de Puy-Saint-Vincent, 2e espoir (Coupe du Monde)[48]
- Championnats d'Europe espoir 2018 :
  -  Médaille de bronze en Vertical [49]
- 5e au Tour du Rutor avec Alexis Sévennec[50]
- Patrouille des Glaciers avec Werner Marti et Martin Anthamatten[51]

| no  | masculin          | Course                             | Longueur | Départ            | Temps           |
| --- | ----------------- | ---------------------------------- | -------- | ----------------- | --------------- |
| 1er | Médaille d'or     | Zegama-Aizkorri Vertical Kilometer | 4,2 km   | 25 mai 2018       | 31 min 24 s     |
| 1er | Médaille d'or     | Zegama-Aizkorri                    | 42 km    | 27 mai 2018       | 3 h 53 min 56 s |
| 1er | Médaille d'or     | Mamores VK                         | 5 km     | 13 septembre 2018 | 39 min 23 s     |
| 7e  | 7e                | Ring Of Steall Skyrace             | 29 km    | 15 septembre 2018 | 3 h 16 min 16 s |
| 1er | Médaille d'or     | Les KM de Chando                   | 7,7 km   | 22 septembre 2018 | 1 h 09 min 32 s |
| 1er | Médaille d'or     | Verticale du Grand Serre           | 1,8 km   | 30 septembre 2018 | 30 min 13 s     |
| 1re | Médaille d'or     | Claro-Pizzo                        | 9,2 km   | 7 octobre 2018    | 1 h 35 min 34 s |
| 1er | Médaille d'or     | Vertical Grèste de la Mughéra      | 3,7 km   | 12 octobre 2018   | 36 min 02 s     |
| 2e  | Médaille d'argent | Limone Extreme SkyRace             | 29 km    | 13 octobre 2018   | 3 h 04 min 13 s |

### 2019

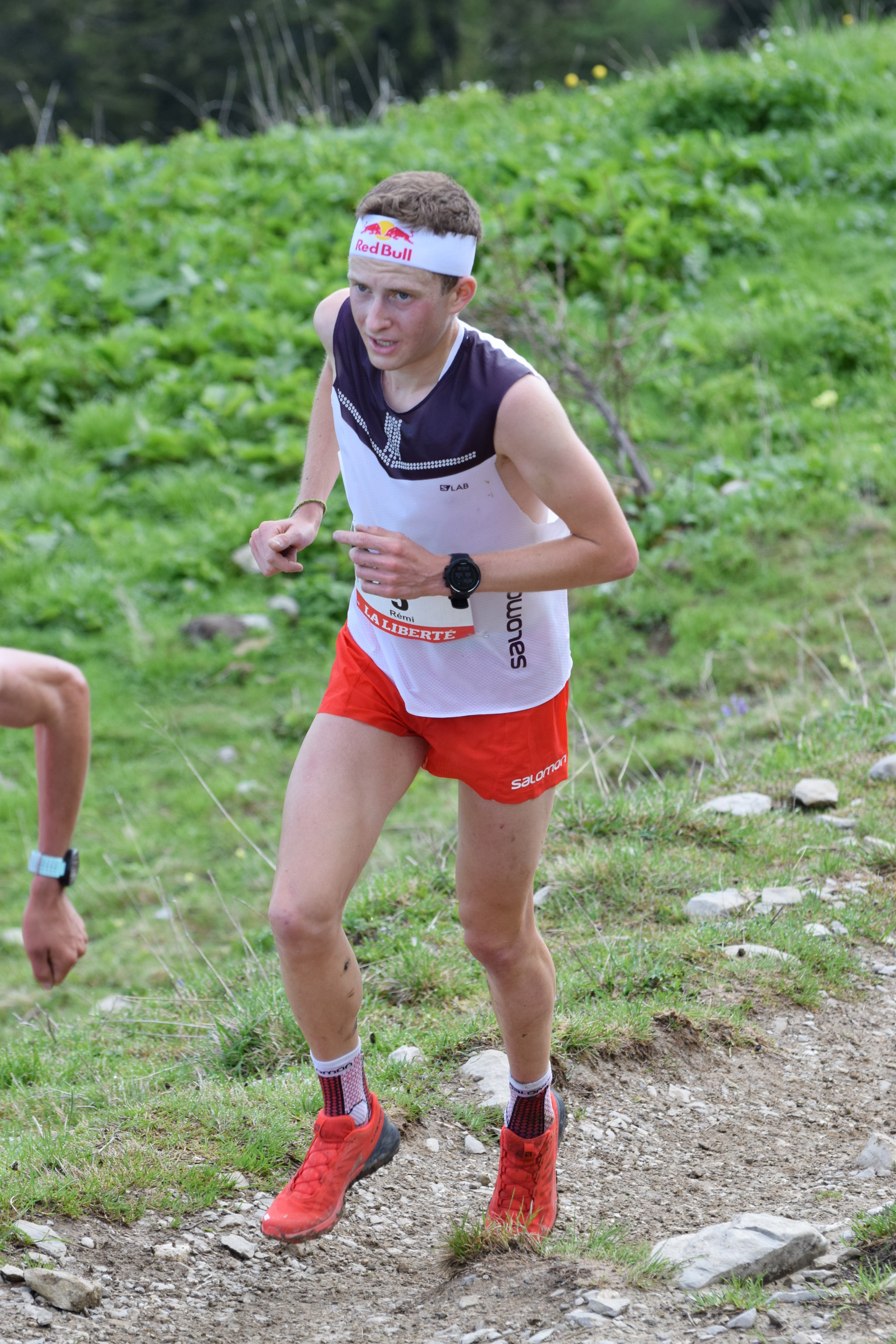
Rémi Bonnet à Neirivue-Moléson.

Il termine 2e de Neirivue-Moléson, épreuve des championnats suisses de course en montagne, derrière le Colombien Saúl Antonio Padua et devient champion suisse 2019 de course en montagne. Aux championnats d'Europe de course en montagne 2019, il échoue au pied du podium pour un peu plus de 10 secondes derrière Xavier Chevrier.
- 2e de la Vertical de Font Blanca (Coupe du monde)[54]

| no | masculin          | Course                                      | Longueur | Départ          | Temps           |
| -- | ----------------- | ------------------------------------------- | -------- | --------------- | --------------- |
| 2e | Médaille d'argent | Neirivue-Moléson                            | 10,6 km  | 16 juin 2019    | 59 min 46 s     |
| 5e | 5e                | Marathon du Mont-Blanc                      | 42 km    | 30 juin 2019    | 3 h 58 min 34 s |
| 4e | 4e                | Championnats d'Europe de course en montagne | 10,1 km  | 7 juillet 2019  | 54 min 13 s     |
| 2e | Médaille d'argent | DoloMyths Run Vertical Kilometer            | 2,6 km   | 19 juillet 2019 | 33 min 06 s     |

### 2020
- 2e de la Vertical Race de La Massana (Coupe du monde)
- 2e de la Vertical Race de Berchtesgaden (Coupe du monde)
- Médaille d'or par équipe avec Werner Marti aux championnats suisses[55]

| no  | masculin           | Course                          | Longueur | Départ            | Temps           |
| --- | ------------------ | ------------------------------- | -------- | ----------------- | --------------- |
| 1re | Médaille d'or      | Montreux Trail Festival - MXSky | 30 km    | 25 juillet 2020   | 2 h 43 min 12 s |
| 3e  | Médaille de bronze | Sierre-Zinal                    | 31 km    | 18 septembre 2020 | 2 h 34 min 17 s |

### 2021
- Victoire sur la Vertical Race aux championnats suisses
- Victoire sur la Vertical Race de Verbier (Coupe du monde)[56]
- 2e de la course individuelle de Val Martello (Coupe du monde)[57]
- 2e de la Pierra Menta avec Werner Marti[58].

| no | masculin          | Course                 | Longueur | Départ         | Temps           |
| -- | ----------------- | ---------------------- | -------- | -------------- | --------------- |
| 2e | Médaille d'argent | Olla de Núria          | 21 km    | 13 juin 2021   | 2 h 5 min 48 s  |
| 4e | 4e                | Marathon du Mont-Blanc | 38 km    | 4 juillet 2021 | 3 h 27 min 14 s |

### 2022
Le 19 juin 2022, il s'élance parmi les favoris à Neirivue-Moléson, bien décidé à remporter sa course à domicile après trois deuxièmes places. Faisant face au tenant du titre et grand favori, le Colombien Saúl Antonio Padua, il s'empare d'emblée des commandes de la course et parvient à creuser l'écart en tête. Sous une chaleur caniculaire, il s'impose en 57 min 7 s battant de 40 secondes le record du parcours détenu par Jonathan Wyatt depuis 2006.

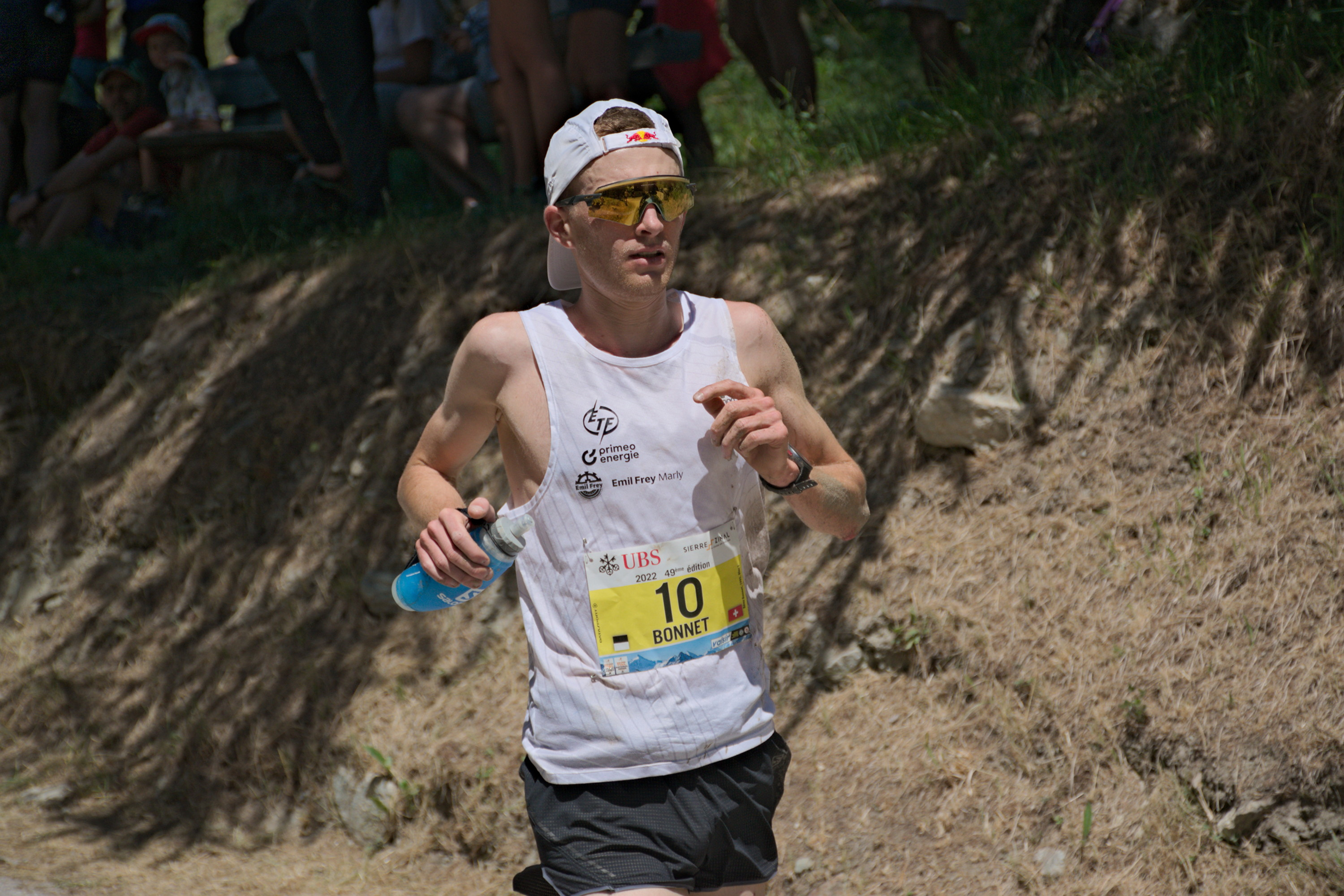
Rémi Bonnet, huitième à Sierre-Zinal.

Après un début de saison en demi-teinte en Golden Trail World Series, il se relance lors des manches américaines. Annoncé comme favori sur l'ascension de Pikes Peak, il assume son rôle et mène la course, suivi de près par le favori local Joseph Gray. Rémi Bonnet parvient à le larguer pour remporter la victoire. Une semaine plus tard, il poursuit sur sa lancée lors de la Flagstaff Sky Peaks. Il mène les débats et creuse l'écart en tête pour remporter sa deuxième victoire d'affilée. Lors de la finale à Madère, il ne ménage pas ses efforts et domine la majorité des épreuves. Il remporte les deux premières étapes. Seul le Marocain Elhousine Elazzaoui parvient à suivre son rythme soutenu. Ce dernier parvient à battre Rémi Bonnet dans la troisième étape en contre-la-montre. Le Suisse démontre sa supériorité en remportant les deux dernières étapes de la finale. Il remporte ainsi le classement général haut la main.
- Victoire sur la Vertical Race de Ponte di Legno (Coupe du monde)
- Victoire sur la Vertical Race aux championnats suisses
- Victoire sur la Vertical Race de Coma Pedrosa (Coupe du monde)
- Victoire sur la course individuelle de Flaine (Coupe du monde)
- Victoire sur la Vertical Race de Flaine (Coupe du monde)
- Patrouille des glaciers avec Werner Marti et Martin Anthamatten[63]

| no  | masculin      | Course                  | Longueur | Départ             | Temps           |
| --- | ------------- | ----------------------- | -------- | ------------------ | --------------- |
| 1re | Médaille d'or | Neirivue-Moléson        | 10,6 km  | 19 juin 2022       | 57 min 7 s      |
| 1re | Médaille d'or | Ascension de Pikes Peak | 21,4 km  | 17 septembre 2022  | 2 h 7 min 2 s   |
| 1re | Médaille d'or | Flagstaff Sky Peaks     | 26 km    | 25 septembre 2022  | 1 h 53 min 47 s |
| 1re | Médaille d'or | Madeira Ocean Trails    | 109 km   | 26-30 octobre 2022 | 9 h 20 min 58 s |

### 2023
En mars, il prend part aux championnats du monde de ski-alpinisme à Boí Taüll. Annoncé comme grand favori sur l'épreuve de Vertical Race, il assume son statut et domine la course. Il remporte son second titre d'affilée en devançant d'une minute le Belge Maximilien Drion. Trois jours plus tard, il domine l'épreuve individuelle et s'impose aisément devant l'Italien Matteo Eydallin pour remporter le titre. Il devient ainsi le troisième homme de l'histoire après Florent Perrier en 2008 et Kílian Jornet en 2015, à réaliser le doublé vertical et individuel lors d'une même édition des championnats du monde.
Il conclut sa saison de ski-alpinisme à Tromsø où il remporte la quatrième épreuve de Vertical Race de la saison. Il remporte ainsi le petit globe de la discipline grâce à un score parfait de quatre victoires sur quatre manches. Il s'impose également sur la dernière épreuve individuelle qu'il remporte avec 47 secondes d'avance sur Davide Magnini. Il décroche ainsi le petit globe de l'épreuve individuelle et porte à sept son total de victoires de la saison en Coupe du monde.
Le 18 juin, il bat de près d'une minute et demi son propre record du parcours de Neirivue-Moléson, portant la nouvelle marque à 55 min 41 s. Il devance son plus proche poursuivant, le Canadien Alexandre Ricard, de plus de quatre minutes. Sa performance se traduit par un score ITRA de 970 points, ce qui en fait un nouveau record. Le précédent record était détenu jusqu'à présent par Matt Carpenter avec 968 points réalisés lors de son record au marathon de Pikes Peak en 1993. Une semaine plus tard, il s'élance au départ du marathon du Mont-Blanc, bien décidé à l'emporter après plusieurs tentatives infructueuses. Il s'empare rapidement des commandes de la course et creuse l'écart en tête. Il s'impose aisément avec cinq minutes d'avance sur l'Américain Eli Hemming.
Après avoir abandonné à Sierre-Zinal, il se rend au Colorado où il s'entraîne en altitude pour se préparer spécifiquement à l'ascension de Pikes Peak. Malgré des conditions plutôt fraîches avec de la neige au sommet, il effectue l'ascension sur un rythme soutenu. Les Kényans Patrick Kipngeno et Philemon Ombogo Kiriago tente de suivre son rythme mais Rémi Bonnet mène la course seul en tête. Il tient son pari et s'offre la victoire en 2 h 0 min 20 s, battant ainsi le record du parcours détenu depuis 30 ans par l'Américain Matt Carpenter.
Fort de sa victoire, Rémi Bonnet poursuit sur domination sur la Mammoths 26K. Suivi dans un temps par le duo kényan, il profite d'une erreur de parcours de ces derniers pour filer vers la victoire.
Annoncé comme grand favori à la finale de la Golden Trail World Series, il est rattrapé puis doublé par Elhousine Elazzaoui qui s'offre la victoire du prologue. Rémi Bonnet écope d'une minute de pénalité en raison d'une erreur de parcours et chute à la troisième place. Lors de la course finale, il voit filer Elhousine Elazzaoui ainsi que les Kényans Patrick Kipngeno et Philemon Kiriago pour le podium. Il assure la quatrième place et s'offre son deuxième titre d'affilée.
- Victoire sur la course individuelle d'Adamello (Coupe du monde)
- 2e sur la course individuelle de Coma Pedrosa (Coupe du monde)
- Victoire sur la Vertical Race de Coma Pedrosa (Coupe du monde)
- Victoire sur la Vertical Race de Morgins (Coupe du monde)
- Victoire sur la course individuelle de Morgins (Coupe du monde)
- Championnats du monde de ski-alpinisme 2023 :
  -  Médaille d'or en Vertical
  -  Médaille d'or en Individuel
- Victoire sur la Vertical Race de Schladming (Coupe du monde)
- Victoire sur la Vertical Race de Tromsø (Coupe du monde)
- Victoire sur la course individuelle de Tromsø (Coupe du monde)

| no  | masculin           | Course                               | Longueur | Départ            | Temps           |
| --- | ------------------ | ------------------------------------ | -------- | ----------------- | --------------- |
| 4e  | 4e                 | Zegama-Aizkorri                      | 41,9 km  | 14 mai 2023       | 3 h 48 min 19 s |
| 1re | Médaille d'or      | Neirivue-Moléson                     | 10,6 km  | 18 juin 2023      | 55 min 41 s     |
| 1re | Médaille d'or      | Marathon du Mont-Blanc               | 44,5 km  | 25 juin 2023      | 3 h 35 min 4 s  |
| 1re | Médaille d'or      | Ascension de Pikes Peak              | 21,4 km  | 16 septembre 2023 | 2 h 0 min 20 s  |
| 1re | Médaille d'or      | Mammoth 26K                          | 26 km    | 22 septembre 2023 | 1 h 54 min 49 s |
| 3e  | Médaille de bronze | Il Golfo dell'Isola Trail - Prologue | 8,7 km   | 20 octobre 2023   | 34 min 43 s     |

### 2024
En janvier 2024, il prend part aux championnats d'Europe de ski-alpinisme à Flaine. Il entame les championnats en dominant l'épreuve individuelle. Il remporte le titre avec une minute d'avance sur Xavier Gachet. Le lendemain, il s'impose aisément sur l'épreuve de Vertical Race en battant Werner Marti de plus de trente secondes. Il conclut les championnats en décrochant la médaille de bronze lors du relais mixte avec Marianne Fatton.
Il domine ensuite les disciplines d'épreuve individuelle et de Vertical Race en Coupe du monde. Il remporte la victoire à chacune de ses apparitions sauf sur l'individuelle de Val Martello où il échoue au pied du podium. Il décroche logiquement les deux petits globes des deux disciplines.
- Championnats d'Europe de ski-alpinisme 2024 :
  -  Médaille d'or en course individuelle
  -  Médaille d'or en Vertical Race
  -  Médaille de bronze en relais mixte avec Marianne Fatton
- Victoire sur la course individuelle de Coma Pedrosa (Coupe du monde)
- Victoire sur la Vertical Race de Coma Pedrosa (Coupe du monde)
- Victoire sur la course individuelle de Villars-sur-Ollon (Coupe du monde)
- Victoire sur la Vertical Race de Schladming (Coupe du monde)
- Victoire sur la Vertical Race de Cortina d'Ampezzo (Coupe du monde)
- Victoire sur la course individuelle de Cortina d'Ampezzo (Coupe du monde)

| no  | masculin          | Course                          | Longueur | Départ          | Temps           |
| --- | ----------------- | ------------------------------- | -------- | --------------- | --------------- |
| 1re | Médaille d'or     | Neirivue-Moléson                | 10,6 km  | 16 juin 2024    | 57 min 17 s     |
| 2e  | Médaille d'argent | Marathon du Mont-Blanc          | 42 km    | 30 juin 2024    | 3 h 30 min 56 s |
| 1re | Médaille d'or     | Tavignanu Trail                 | 33 km    | 6 juillet 2024  | 3 h 6 min 1 s   |
| 2e  | Médaille d'argent | Ascona-Locarno Trail - Prologue | 7 km     | 18 octobre 2024 | 26 min 12 s     |
| 2e  | Médaille d'argent | Ascona-Locarno Trail - Finale   | 23,5 km  | 20 octobre 2024 | 1 h 50 min 58 s |

### 2025
- Victoire sur la Vertical Race de Courchevel (Coupe du monde)
- Victoire sur la Vertical Race de Chahdag (en) (Coupe du monde)
- Victoire sur la course individuelle de Chahdag (en) (Coupe du monde)
- Victoire sur la course individuelle d'Arinsal (Coupe du monde)
- Victoire par équipe avec Aurélien Gay aux championnats suisses
- Championnats du monde de ski-alpinisme 2025 :
  -  Médaille d'or en Vertical
  -  Médaille d'or en course individuelle
  -  Médaille d'argent par équipe avec Aurélien Gay
- Victoire sur la Vertical Race de Schladming (Coupe du monde)
- Victoire sur la course individuelle de Val Martello (Coupe du monde)
- Victoire sur la Vertical Race de Tromsø (Coupe du monde)
- Victoire sur la course individuelle de Tromsø (Coupe du monde)

| no  | masculin      | Course           | Longueur | Départ       | Temps      |
| --- | ------------- | ---------------- | -------- | ------------ | ---------- |
| 1re | Médaille d'or | Neirivue-Moléson | 10,6 km  | 15 juin 2025 | 56 min 5 s |